# التاگراشیا
التاگراشیا (به لاتین: Altagracia) یک منطقهٔ مسکونی در نیکاراگوئه است که در Rivas Department واقع شده‌است.

## خصوصیات
التاگراشیا ۲۱۱ کیلومترمربع مساحت و ۱۹٬۹۵۵ نفر جمعیت دارد.